# Давид-Городоцьке князівство
Давид-Городоцьке князівство (біл. Давыд-Гарадоцкае княства), до кінця XV ст. Городецьке князівство (біл. Гарадзецкае княства) — феодальна адміністративно-територіальна одиниця XIV—XVI століть у Великому князівстві Литовському у пониззі Горині з центром у Давид-Городку (Городку). Відома з 1382 року, коли дочка великого князя литовського Ольгерда Марія вийшла заміж за князя Давида Дмитровича Городецького. Близько 1390 р. у документах згадуються князі Іван та Юрій Городецькі, ймовірно, місцеві Рюриковичі, нащадки Ізяславичів. До 1440 року князівством володів князь Митко Давидович, син Давида Дмитровича. Потім великий князь Казимир передав його князю Свидригайлу, а після його смерті в 1452 році — вдові Ганні Іванівні з роду тверських князів. (померла до 1486 р.). Близько 1492 р. король Казимир подарував Давид-Городоцьке князівство втікачу з Московської держави князю Іванові Васильовичу Ярославичу, а після його смерті (1507 р.) воно перейшло його синові Федору (помер 1521—1522 року). Як виморочне володіння воно належало великому князю Сигізмундові Старому, який 1522 року передав його своїй дружині Боні Сфорці. Відтоді Давид-Городоцьке князівство — невід'ємна частина Пінського князівства. 1554 року в Давид-Городоцькому князівстві було проведено волочну поміру. З 1556 р. воно опинилося під управлінням великокнязівської адміністрації. 1558 року великий князь Сигізмунд Август передав його князям Радзивілам (відповідну грамоту видано 1551 р.), які з Давид-Городоцького та Клецького князівств утворили 1586 року Клецьку ординацію.